# اونترمارشتال
اونترمارشتال (به آلمانی: Untermarchtal) یک شهر در آلمان است که در الب-دانو-کریس واقع شده‌است. اونترمارشتال ۹۴۷ نفر جمعیت دارد.